# آنه فرانک
آنلی ماری «آنه» فِرانک (Annelies Marie "Anne" Frank) (آلمانی: [ʔanəli:s maˈʁi: ˈʔanə ˈfʁaŋk] () (زاده ۱۲ ژوئن ۱۹۲۹ - درگذشته فوریه یا مارس ۱۹۴۵) نویسنده یهودی آلمانی متولد شهر فرانکفورت بود که پس از مرگش به واسطهٔ چاپ دفترچهٔ خاطرات روزانه‌اش، خاطرات یک دختر جوان, شهرت جهانی پیدا کرد. این خاطرات بازگوکنندهٔ مستندی از تجربهٔ پنهان شدن وی و خانواده‌اش در طول اشغال هلند توسط آلمان نازی در جنگ جهانی دوم است و یکی از شناخته‌شده‌ترین کتاب‌های جهان است و چندین نمایشنامه و فیلم بر اساس آن ساخته شده‌است.

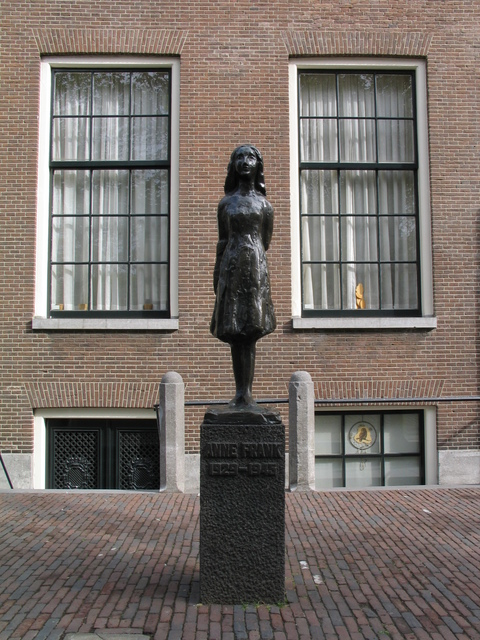
تندیسی از آنه فرانک در آمستردام

آنه و خانواده‌اش در سال ۱۹۳۳ پس از به قدرت رسیدن حزب نازی در آلمان به آمستردام نقل مکان کردند و با آغاز اشغال هلند در سال ۱۹۴۰ توسط نیروهای نازی، در آن کشور گرفتار شدند. در ماه ژوئیهٔ سال ۱۹۴۲، زمانی که میزان آزار و خشونت علیه یهودیان به نهایت میزان خود رسیده بود، خانوادهٔ فِرانک به همراه چندی دیگر از دوستان یهودیشان، اقدام به پنهان شدن در اتاقهای مخفی ساختمان اداری اُتو فِرانک (پدرِ آنه) کردند. پس از ۲۵ ماه زندگی در اتاقهای مخفی، بر اثر خیانت، در ۴ اوت سال ۱۹۴۴ نهان‌گاهشان در خانهٔ شماره ۲۶۳ خیابان پرینسخراخت فاش شد و هشت یهودی از جمله آنه فِرانک دستگیر و سپس به اردوگاه آشویتس فرستاده شدند. بررسی‌های تازه نشان داده که ممکن است دلیل لو رفتن مخفیگاه آنه فرانک خیانت نبوده و نازی‌ها به‌طور اتفاقی مخفیگاه او و خانواده‌اش را پیدا کردند.
آنه فرانک چندین روز پس از مرگ خواهرش مارگوت فرانک و هفت ماه پس از دستگیریشان، در سن ۱۵ سالگی بر اثر بیماری حصبه در اردوگاه کار اجباری برگن بلزن درگذشت.
میپ گیس و الیزابت «بِپ» واسکوئیجل دوتن از پنج نفری بودند که در طول این مدت به گروه پنهان‌شده در مخفیگاه کمک می‌کردند. آنها پس از دستگیری و بازداشت گروه، نوشته‌های آنه را پراکنده بر روی زمین در اتاقهای مخفی یافتند و میپ گیس بدون اینکه آنها را بخواند، تا پایان جنگ آنها را حفظ نمود.
تنها بازماندهٔ گروه، اُتو فرانک بود که پس از جنگ به آمستردام بازگشت و دفترچهٔ خاطرات آنه را دست‌نخورده دریافت کرد و به یاد خانواده‌اش تصمیم به انتشار آن گرفت که تلاش‌های وی در نهایت منجر به چاپ آن در سال ۱۹۴۷ شد. این اثر از زبان اصلیش، یعنی هلندی ترجمه و برای اولین‌بار در سال ۱۹۵۲ با عنوان خاطرات یک دختر جوان به زبان انگلیسی چاپ شد. آن دفترچهٔ خاطرات که در سال‌روز تولد ۱۳ سالگی‌اش به آنه هدیه شد، دربرگیرندهٔ خاطرات زندگی وی از تاریخ ۱۲ ژوئن سال ۱۹۴۲ تا یکم اوت ۱۹۴۴ می‌باشد. این اثر که به زبان‌های بسیاری ترجمه شده، یکی از پرخواننده‌ترین کتابهای جهان به‌شمار می‌آید و چندین نمایشنامه و فیلم بر اساس آن ساخته شده‌است. در حقیقت این دفترچهٔ خاطرات روزانه، آنه فرانک را به یکی از مطرح‌ترین قربانیان نسل‌کشی یهودیان (هولوکاست) تبدیل کرده‌است.
ساختمانی که خانوادهٔ فرانک و چهار تن دیگر در حدود دو سال در اتاق‌های مخفی آن زندگی می‌کردند در ماه مه ۱۹۶۰ به موزه تبدیل شد و یکی از پربازدید کننده‌ترین موزه‌های آمستردام به‌شمار می‌آید.

## آنه فرانک در فرهنگ عامه
- خاطرات آنه فرانک
- اتاق زیر شیروانی: پنهان کردن آنه فرانک
- آنه فرانک: تمام داستان
- آنه فرانک به خاطر داشت
- آنه فرانک: زندگینامه